# Høgsætet
Høgsætet är ett berg i Antarktis. Det ligger i Östantarktis. Norge gör anspråk på området. Toppen på Høgsætet är 2 717 meter över havet.
Terrängen runt Høgsætet är varierad. Høgsætet är den högsta punkten i trakten. Trakten är obefolkad. Det finns inga samhällen i närheten. 